# Тота

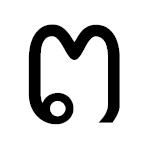

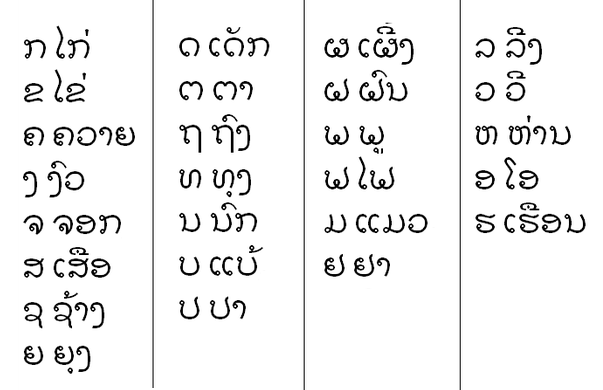
Алфавит

Тота ( та - «глаз») — то, десятая буква лаосского алфавита, в тайском алфавите соответствует букве тотау (черепаха), в слоге может быть только инициалью. Как инициаль обозначает глухой альвеолярный взрывной согласный и относится к аксонкан (средний класс). Как буква аксонкан может образовывать слоги 1-го, 2-го, 3-го и 5-го тона. 

## Ваййакон (грамматика)
- Тон — лаксананам для деревьев.
- Туа, то — лаксананам для животных, птиц, рыб, насекомых; для предметов мебели.